# آزادی (فیلم ۱۹۲۹)
آزادی (انگلیسی: Liberty) فیلمی در ژانر کمدی و زوج هنری به کارگردانی لئو مک‌کری است که در سال ۱۹۲۹ منتشر شد.

## بازیگران
- استن لورل
- اولیور هاردی
- جیمز فینلیسون
- جک هیل
- جین هارلو
- سام لافکین
- هری برنارد
- جک هیل